# Allsvenskan i bandy för damer 2009/2010
Allsvenskan i bandy för damer 2009/2010 spelades 14 november 2009–2 mars 2010, och vanns av AIK. Svenska mästarinnor blev AIK efter  finalseger mot IFK Nässjö med 5–3 på Studenternas IP i Uppsala den 20 mars 2010.

## Upplägg
Lag 1-2 gick direkt vidare till semifinalspel, lag 3-6 till kvartsfinalspel, i slutspelet om svenska mästerskapet. Lag 7-8 till kvalspel mot seriesegraren i Division I om två platser i Allsvenskan 2010/2011.

## Förlopp
- Den här säsongen blev den 24-åriga Olga Nizovtseva historisk som första ryska i damallsvenskan i bandy. Hon spelade med IFK Nässjö under säsongen[2] och gjorde 23 mål på 12 matcher.
- Grundserien var planerad att avslutas den 20 februari 2010, men på grund av dåligt väder flyttades två matcher i den sista omgången så serien avslutas inte förrän den 2 mars.
- Edsbyns IF var kvalificerade för allsvenskt spel säsongen 2009/2010 efter vinst i kvalet mot Jönköping/WIK Bandy och Uppsala BoIS, men på grund av spelarbrist och ekonomiska orsaker bestämde i juni 2009 Edsbyn att lägga ner damlaget helt.[3][4] I juli tackade Uppsala BoIS ja till den vakanta allsvenska platsen.
- Skytteligan vanns av Johanna Pettersson, Sandvikens AIK med 47 fullträffar.[5].

## Seriespelet
Not: Ettan och tvåan i serien går direkt till semifinalspelet, trean till sexan spelar kvartsfinaler, sjuan och åttan spelar kval mot ett lag från Div I om en plats i Allsvenskan 2010/2011.

## Deltagande lag och hemmabanor
Följande lag spelar i Damallsvenskan i bandy säsongen 2009/2010:
| Lag               | Hemmaplan           |
| ----------------- | ------------------- |
| AIK               | Bergshamra IP       |
| Härnösands AIK    | Högslättens IP      |
| Kareby IS         | Skarpe Nord         |
| IFK Nässjö        | Skogsvallen         |
| Sandvikens AIK    | Göransson Arena     |
| Tranås BoIS       | Bredstorps IP       |
| Västerstrands AIK | Tingvalla isstadion |
| Uppsala BoIS      | Studenternas IP     |

## Tabell
Not: S = Spelade matcher, V = Vinster, O = Oavgjorda, F = Förluster, GM = Gjorda mål, IM = Insläppta mål, P = Poäng, MSK = Målskillnad

## Seriematcherna
| - 14 november 2009 Tranås BoIS-Uppsala BOIS 3-2 - 14 november 2009 Kareby IS-IFK Nässjö 4-7 - 14 november 2009 Härnösands AIK-Sandvikens AIK 0-11 - 14 november 2009 Västerstrands AIK-AIK 0-9 - 21 november 2009 Uppsala-Härnösand 1-9 - 21 november 2009 Kareby-Sandviken 4-3 - 22 november 2009 AIK-Nässjö 6-2 - 22 november 2009 Västerstrand-Tranås 2-0 - 28 november 2009 Nässjö-Uppsala 15-0 - 28 november 2009 Sandviken-AIK 5-5 - 29 november 2009 Härnösand-Västerstrand 0-3 - 29 november 2009 Tranås-Kareby 0-9 - 12 december 2009 AIK-Härnösand 8-1 - 12 december 2009 Kareby-Uppsala 15-0 - 12 december 2009 Sandviken-Tranås 18-0 - 13 december 2009 Västerstrand-Nässjö 1-6 - 19 december 2009 Nässjö-Kareby 3-3 - 19 december 2009 Uppsala-Sandviken 0-13 - 20 december 2009 AIK-Västerstrand 11-0 - 26 december 2009 Sandviken-Uppsala 18-0 - 26 december 2009 Tranås-Nässjö 1-9 - 27 december 2009 Västerstrand-Kareby 1-5 - 2 januari 2010 Kareby-Tranås 6-1 - 2 januari 2010 Uppsala-AIK 0-22 - 6 januari 2010 Härnösand-Uppsala 4-0 - 6 januari 2010 Nässjö-AIK 2-5 - 6 januari 2010 Sandviken-Kareby 6-1 - 6 januari 2010 Tranås-Västerstrand 2-2 | - 9 januari 2010 Kareby-Härnösand 5-2 - 9 januari 2010 Uppsala-Nässjö 1-11 - 10 januari 2010 Västerstrand-Härnösand 2-1 - 10 januari 2010 AIK-Sandviken 4-2 - 16 januari 2010 Härnösand-AIK 2-8 - 16 januari 2010 Nässjö-Västerstrand 9-1 - 16 januari 2010 Uppsala-Kareby 1-13 - 17 januari 2010 Tranås-Sandviken 1-8 - 23 januari 2010 AIK-Tranås 18-0 - 23 januari 2010 Sandviken-Nässjö 2-6 - 24 januari 2010 Härnösand-Tranås 2-1 - 24 januari 2010 Västerstrand-Uppsala 13-0 - 30 januari 2010 Härnösand-Kareby 1-4 - 30 januari 2010 Nässjö-Sandviken 6-1 - 30 januari 2010 Tranås-AIK 0-13 - 30 januari 2010 Uppsala-Västerstrand 1-7 - 6 februari 2010 Härnösand-Nässjö 0-10 - 6 februari 2010 Kareby-AIK 1-4 - 6 februari 2010 Västerstrand-Sandviken 3-7 - 6 februari 2010 Uppsala-Tranås 0-10 - 13 februari 2010 AIK-Kareby 4-3 - 13 februari 2010 Sandviken-Västerstrand 15-3 - 13 februari 2010 Nässjö-Härnösand 10-1 - 14 februari 2010 Tranås-Härnösand 0-5 - 20 februari 2010 AIK-Uppsala 13-0 - 20 februari 2010 Sandviken-Härnösand 10-0 - 23 februari 2010 Kareby-Västerstrand 7-1 - 2 mars 2010 Nässjö-Tranås 8-1 |

## Matchöversikt
Hemmalaget är listat i den vänstra spalten.
| Allsvenskan 2009/2010 | AIK    | HAIK   | KIS    | IFKN   | SAIK   | TBoIS  | VAIK   | UBoIS  |
| --------------------- | ------ | ------ | ------ | ------ | ------ | ------ | ------ | ------ |
| AIK                   | X      | 8 - 1  | 4 - 3  | 6 - 2  | 4 - 2  | 18 - 0 | 11 - 0 | 13 - 0 |
| Härnösands AIK        | 2 - 8  | X      | 1 - 4  | 0 - 10 | 0 - 11 | 2 - 1  | 0 - 3  | 4 - 0  |
| Kareby IS             | 1 - 4  | 5 - 2  | X      | 4 - 7  | 4 - 3  | 6 - 1  | 7 - 1  | 15 - 0 |
| IFK Nässjö            | 2 - 5  | 10 - 1 | 3 - 3  | X      | 6 - 1  | 8 - 1  | 9 - 1  | 15 - 0 |
| Sandvikens AIK        | 5 - 5  | 10 - 0 | 6 - 1  | 2 - 6  | X      | 18 - 0 | 15 - 3 | 18 - 0 |
| Tranås BoIS           | 0 - 13 | 0 - 5  | 0 - 9  | 1 - 9  | 1 - 8  | X      | 2 - 2  | 3 - 2  |
| Västerstrands AIK     | 0 - 9  | 2 - 1  | 1 - 5  | 1 - 6  | 3 - 7  | 2 - 0  | X      | 13 - 0 |
| Uppsala BoIS          | 0 - 22 | 1 - 9  | 1 - 13 | 1 - 11 | 0 - 13 | 0 - 10 | 1 - 7  | X      |

Not: Matcherna Kareby-Västerstrand och Nässjö-Tranås som skulle ha spelats i den sista omgången den 20 februari 2010 har blivit uppskjutna på grund av dåligt väder. Kareby-Västerstrand spelas den 23 februari 2010 medan Nässjö-Tranås spelas den 2 mars 2010.

## Skytteligan
Endast spelare som gjort mer än 20 mål
| Pos. | Namn               | Klubb          | Matcher | Antal mål | Varav straffmål |
| ---- | ------------------ | -------------- | ------- | --------- | --------------- |
| 1    | Johanna Pettersson | Sandvikens AIK | 14      | 47        | 1               |
| 2    | Anna Jepson        | AIK            | 14      | 32        | 0               |
| 3    | Matilda Johansson  | AIK            | 13      | 31        | 0               |
| 4    | Camilla Johansson  | Kareby IS      | 11      | 24        | 1               |
| 5    | Olga Nizovtseva    | IFK Nässjö     | 12      | 23        | 0               |
| 6    | Malin Andersson    | Sandvikens AIK | 14      | 23        | 0               |
| 7    | Lovisa Elovsson    | IFK Nässjö     | 11      | 22        | 3               |
| 8    | Mikaela Hasselgren | AIK            | 12      | 20        | 0               |

## Slutspel om svenska mästerskapet

### Kvartsfinaler
Bäst av två matcher efter UEFA:s cupmodell.
- 3 mars 2010: Härnösands AIK-Sandvikens AIK 1-10
- 3 mars 2010: Västerstrands AIK-Kareby IS 2-6
- 6 mars 2010: Kareby IS-Västerstrands AIK 3-1 (Kareby IS vidare med 9-3)
- 6 mars 2010: Sandvikens AIK-Härnösands AIK 12-1 (Sandvikens AIK vidare med 22-1)

### Semifinaler
Bäst av tre matcher
- 10 mars 2010: Kareby IS-AIK 4-5
- 10 mars 2010: Sandvikens AIK-IFK Nässjö 1-4
- 13 mars 2010: IFK Nässjö-Sandvikens AIK 4-1 (IFK Nässjö vidare med 2-0 i matcher)
- 13 mars 2010: AIK-Kareby IS 7-1 (AIK vidare med 2-0 i matcher)

### Final
- 20 mars 2010: AIK-IFK Nässjö 5-3 (Studenternas IP, Uppsala)

## Allsvenskt kvalspel
Match 1:
- 6 mars 2010: Karlsbyhedens IK - Uppsala BoIS 4 - 1
- 6 mars 2010: Västerås SK - Tranås BoIS 2 - 3

Match 2:
- 13 mars 2010: Tranås BoIS - Västerås SK 3 - 2
- 13 mars 2010: Uppsala BoIS - Karlsbyhedens IK 3 - 8

Karlsbyhedens IK och Tranås BoIS spelar Allsvenskan 2010/2011.